# Hugo Alday Nieto
Hugo Alday Nieto (Querétaro, 21 de agosto de 1975) es un abogado y político mexicano, Actualmente  Diputado Local por el Distrito 5 en la XVIII Legislatura del Congreso del Estado de Quintana Roo por el Partido del Trabajo. Fue secretario particular del director del Instituto de Investigaciones Jurídicas de la UNAM.  Trabajó en la Secretaría de Gobernación como Coordinador del Programa Paisano, fue Coordinador del programa de Modernización del Registro Civil para la emisión de la CURP, secretario particular del director general del Registro Nacional de Población e Identificación Personal, RENAPO.
Fue integrante del cuerpo legal de la Subsecretaría de Población y de Servicios Migratorios y, posteriormente, secretario particular del director general adjunto de la Lotería Nacional para la Asistencia Pública. En el H. Ayuntamiento de Benito Juárez, Quintana Roo, fue Secretario Técnico de 2019 a 2022.
Como abogado se especializó en derechos de autor y propiedad industrial, representando al estado de Quintana Roo ante la Suprema Corte de Justicia de la Nación en la primera Controversia Constitucional en materia de denominaciones de origen en México (160/2008), y siendo el representante de la primera marca turística mexicana registrada en Estados Unidos (USPTO), la marca Cancún.
Ha sido catedrático en distintas instituciones de Educación Superior en el estado de Quintana Roo, conferencista y ponente en eventos académicos en varios países.
Es Licenciado en Derecho con mención honorífica por la Universidad del Pedregal, tiene el grado de maestro en Derecho Empresarial por la Universidad Anáhuac Mayab, así como de máster Universitario de Propiedad Industrial e Intelectual y Derecho de la Competencia y la Sociedad de la Información, por la Universidad de Alicante, España. Cuenta con dos títulos de Experto en Arbitraje por parte de la Organización Mundial de la Propiedad Intelectual, por sus siglas OMPI. 
Actualmente cursa el Doctorado en Derecho por la Universidad Anáhuac.

## Carrera Política
Participó en el proceso electoral de 2021 por la Coalición Juntos Hacemos Historia, fue diputado federal suplente de la LXV Legislatura.

## Proceso electoral 2022
En 2022 Hugo Alday participó como candidato a una diputación local por la alianza Juntos Hacemos Historia integrada por: el Partido del Trabajo, MORENA, Partido Verde Ecologista de México y Fuerza por México, por el Distrito 3 con sede en la ciudad de Cancún, Quintana Roo.
Resultó electo con el 66.44% de los votos, con una diferencia de más del 55% con su más cercano competidor, siendo el candidato con el mayor porcentaje en la historia de ese distrito y el que mayor número de votos obtuvo en la zona norte de la entidad durante ese proceso electoral. 

## Diputado en la XVII Legislatura del Congreso del Estado de Quintana Roo
En 2022 fue designado Secretario de la Junta de Gobierno y Coordinación Política del Congreso del Estado de Quintana Roo, Coordinador de la bancada del Partido del Trabajo, así como Presidente de la Comisión de Justicia y Puntos Constitucionales. 
Como legislador ha presentado 40 iniciativas y 32 acuerdos de septiembre de 2022 a enero de 2024. Destacan la Reforma al Código Civil en materia de Derecho familiar con 91 artículos modificados por primera vez en la historia legislativa de la entidad. La iniciativa Ley de Filmaciones que permitiría crear un nuevo sector económico en el sureste mexicano y su participación en la iniciativa histórica también, en favor de los derechos reproductivos de la mujer.

## Proceso electoral 2024
En 2024 fue reelecto para el Distrito 5 de Quintana Roo después de realizarse una redistritación. Fue electo por segunda ocasión con un total de 26,864 votos muy por encima de su principal oponente que logró obtener 1,977 votos, siendo nuevamente un triunfo contundente. 

## Logros deportivos
Es un atleta destacado, fue seleccionado nacional en el mundial de triatlón realizado en Cozumel, México en 2016. Ha participado en 13 triatlones de larga y media distancia incluyendo Ironman, Ironman 70.3 y Challenge. En 4 maratones y más de 10 medio maratones. 4 cruces a nado de Cancún a Isla Mujeres, en el estado mexicano de Quintana Roo. 
En tres ocasiones a obtenido el tercer lugar en 2.5 km nadando en la ruta del arrecife de Cozumel. Lleva más de 30 triatlones de distancia corta, así como 7 triatlones en línea a través del Virtual Race de Ironman.

## Publicaciones Periódicas
Hugo Alday Nieto también ha sido autor de textos jurídicos en publicaciones académicas nacionales e internacionales, así como columnista en diversos medios locales impresos y electrónicos con más de mil artículos publicados como Ruptura 360 , Diario QueQui, Grupo Pirámide , Quadratin Quintana Roo, Diario Milenio, La Pancarta, Revista Liderazgo, 5to Poder, Cancún Mío, Cancuníssimo , Palco Quintanarroense, Latitud21  entre otros.
Destaca su colaboración en los siguientes libros del Instituto de Investigaciones Jurídicas de la UNAM: “Derecho Electoral de las Entidades Federativas Mexicanas”, Alday realiza los  capítulos “Reforma Electoral Quintanarroense”  y “Quintana Roo”; en el libro “El Municipio en Iberoamérica”, tuvo a su cargo “El derecho de alumbrado público como parte de la reforma hacendaria de los municipios en México”; disponibles en la Biblioteca “Dr. Jorge Carpizo” de dicha institución. 
En la revista CONCORDANCIAS. ESTUDIOS JURÍDICOS Y SOCIALES, perteneciente también al  Instituto de Investigaciones Jurídicas de la UNAM, fue autor de “La importancia del Registro Nacional de Población ante los umbrales del nuevo milenio” así como del artículo “Las elecciones federales de 1828”.
En sus publicaciones internacionales resalta: “Apuntes en torno a la competencia del Tribunal de Marca Comunitaria Español”, publicado por la Universidad de Alicante en su portal internacional sobre Propiedad Industrial e Intelectual y Sociedad de la Información.